# 시마네현
시마네현(일본어: 島根県)은 일본 혼슈의 주고쿠 지방에 있는 현이다. 현청 소재지는 마쓰에시이다.
동쪽으로 이웃한 돗토리현에 이어 일본에서 두 번째로 인구가 적은 현이다. 주코쿠 지방에서 유일하게 현청 소재지와 현 이름이 다르다. 현은 동서로 뻗어 있으며 남쪽은 주고쿠 산지, 북쪽은 동해와 접한다. 도시의 대부분은 동해 연안 근처에 있다. 이즈모시의 이즈모타이샤는 일본에서 가장 오래된 신사 중 하나이다.

## 역사

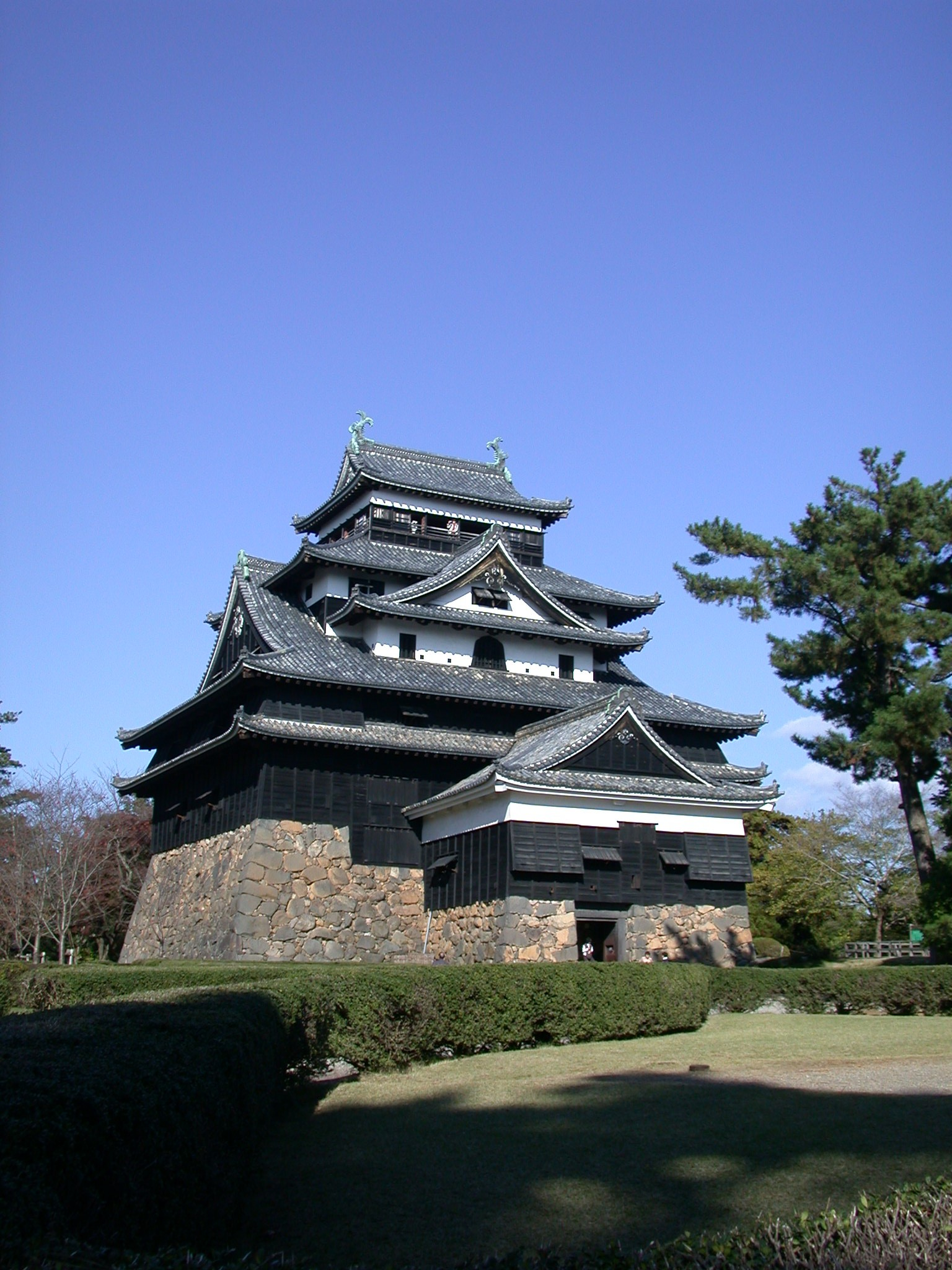
마쓰에성

시마네의 역사는 일본의 신화와 함께 시작된다. 신토의 신인 오쿠니누시는 시마네에 있던 이즈모국에 사는 것으로 여겨졌다. 이즈모시의 이즈모 신사는 이러한 신을 숭배하기 위한 것이다. 이 무렵에 현재의 시마네현은 이와미국, 이즈모국, 오키국의 세 부분으로 나뉘어 있었다. 이 구분은 1871년의 폐번치현 때까지 이어졌다. 아스카 시대의 36가인 중 한 사람이었던 가키노모토노 히토마로는 시마네 출신이었다.
가마쿠라 시대에 가마쿠라 막부는 고토바 천황과 고다이고 천황을 오키섬에 유배시켰다. 이후 고다이고 천황은 오키 섬을 탈출해 막부에 저항하였다.
무로마치 시대에 이즈모와 오키는 교고쿠씨의 지배하에 있었다. 그러나 오닌의 난 이후에 아마고씨가 갓산토다 성을 기반으로 세력을 확장하였고 마쓰다씨는 이와미 국을 지배하였다. 이와미 은광은 아마고씨와 마쓰다씨 영토의 사이에 위치해 막대한 은을 두고 많은 전투가 벌어졌다. 그러나 1556년에 모리 모토나리가 이즈모, 이와미, 오키 3국을 정복하여 30여년 간의 모리씨의 지배하에 들어갔다. 하지만 세키가하라 전투 이후 모리씨가 몰락하면서 호리오 요시하루가 이즈모와 오키에 입성하게 되었다.
에도 시대에 호리오 요시하루는 갓산토다성 대신에 마쓰에성으로 본거지를 옮기기로 결정하였고 요시하루 사후에 성이 완성(마쓰에번의 성립)되었다. 이후 1638년에 호리오씨의 상속자가 없자, 도쿠가와 이에야스의 손자 마쓰다이라 나오마사가 입성하였고 나오마사계 에치젠 마쓰다이라가(고카몬)의 통치는 폐번치현 때까지 이어졌다. 이와미 지역은 막부 직할령인 광산 지구와 하마다번, 쓰와노번의 영지로 삼분되었다. 현재 유네스코 세계유산으로 지정되어 있는 이와미 은광은 17세기 초에 일본에서 가장 큰 은광 중 하나였다. 하마다 번을 다스렸던 고카몬(막부의 친족) 오치 마쓰다이라가(시조는 도쿠가와 이에미쓰의 손자 마쓰다이라 기요타케)는 메이지 유신 때 막부 편에 섰고 하마다성은 불태워졌다. 쓰와노번을 다스렸던 가메이씨(시조는 가메이 고레노리)도 마찬가지로 유신 때 막부 편에 섰다.
1871년 폐번치현 이후 현재의 시마네현 지역에 구 시마네현과 하마다현을 설치했다. 몇 년 후에 오키는 돗토리현의 일부가 되었다. 1876년에 하마다현과 시마네현이 합병해 시마네현이 되었고 돗토리현 또한 병합되었다. 그러나 5년 후에 현재의 돗토리현에 해당하는 지역이 분리되었고 현재의 경계가 형성되었다.

### 중세
- 오키는 예로부터 귀양지로 여겨져 가마쿠라기의 고토바(後鳥羽) 상황(上皇)·고다이고(後 隠) 천황을 비롯한 많은 귀인이 유배되었는데, 이로 인해 교토 문화가 전파되어 오키의 독자적인 문화가 형성되었고, 메이지 유신기의 오키 소동으로 이어졌다고 한다.

현 서부의 이와미 지방에는 아스카 시대를 대표하는 가인 가키모토인 마로의 전승이 많이 남아 있으며 이 지역을 읊은 노래가 많은 『만요집』에 남아 있다.
- 가마쿠라 시대의 이와미 지방에서는 겐다이의 전쟁으로, 서쪽 지방에서는 적은 겐지카타(源氏方)로서 이치노타니 전투와 단노우라 전투에서 군공을 세운 후지와라 겐타카(藤原兼高)가 마스다 겐고(山田兼高)로 개칭하고, 수령 마스다 쇼에 시나오(七尾城)를 축성하여 본거지로 삼았다.
- 무로마치 시대는 교고쿠씨나 야마나씨가 이 땅의 수호 다이묘가 되었다. 전국시대에 들어서자 수호대였던 아마고 게이큐가 교고쿠씨를 추방하고 츠키야마토미다성(야스키시)을 거점으로 해 주고쿠 지방 일대에 패권을 주창해 타타라 제철의 경영을 실시했다. 이 시기에 개발된 오모리 긴잔은 오우치 씨와 아마고 씨에 의한 치열한 쟁탈전이 벌어졌으나 결국 모리 씨에 의해 지배되어 에도 막부 성립 후에 막부 직할령이 되었다.

### 근세
이즈모 지방
- 에도 시대에는 호리오 요시하루가 이즈모·오키 24만 석으로 입봉 해, 마쓰에성을 쌓아 올렸다. 마쓰다이라번은 이후 교고쿠 씨를 거쳐 도쿠가와 이에야스의 맥을 잇는 유키 마쓰다이라 씨의 마쓰다이라 나오마사가 입국하면서 막부 말기에 이르렀다. 또한 마쓰에번에는 히로세번과 모리번(1666년에 함께 창설)이라는 지번이 있었고, 일시적으로 마쓰에 닛타번(1701년부터 1704년)이라는 지번도 있었다. 마쓰에번에서는 다타라 제철의 융성으로 야스기 등의 항구가 북전선으로 번영했다.

이와미 지방
- 이와미에는 하마다번과 쓰와노번이 놓였고, 하마다번은 후루타 시게하루로부터 마츠이 마쓰다이라 씨, 혼다 씨를 거쳐 오치 마쓰다이라 씨가, 쓰와노번은 사카자키 나오모리 후에 가메이 씨가 각각 지배했다.
  - 이와미 동부 지역 및 이와미 서부 일부 지역은 이와미 은광이 에도 막부 말기까지 막부 직할령이었으나, 일시적으로 마쓰에번이 담당했던 시기도 있다.덧붙여 아이즈 소동으로 개역된 가토 가문은 가토 요시아키의 훈공에 의해 가명 존속이 허가되어 이와미 은산령 중 1만 석을 주어 1643년 6월에 요시나가번 1만 석의 입번이 허가되었지만, 이 번은 1682년 6월에 미즈구치번으로 가증 이봉되어 소멸되었다.

오키 지방
- 오키는 마쓰에번령이었지만, 일시적으로 이와미 은광의 대관 지배하에 놓여 막부 직할령으로 여겨졌던 시기도 있다.
- 오키에서는 에도 막부 말기에 섬 주민들이 마쓰에번의 대관을 추방하고 자치를 실시하고 있던 시기가 있다(오키 소동).

- 659년 - 이즈모 국조에 명해 신의 궁(기즈키 대사:키즈키 대사)을 만들게 한다. 1871년에 이즈모 대사로 개칭.
- 733년 - 이즈모 국풍토기 성립.
- 1221년 - 쇼큐의 난으로 패한 후토바 상황이 오키로 유배되다.
- 1332년 - 고다이고 천황이 오키(沖崎)로 유배되다(모토히로의 난).
- 1333년 - 고다이고 천황이 오키에서 탈출(가마쿠라 막부 멸망, 겐무 정권 수립에 이른다).
- 1566년 - 아마고 요시히사가 모리 모토슈에게 항복.
- 1600년 - 호리오 요시하루가 토미타성에 들어간다.
- 1611년 - 마쓰에성 축성.
- 1617년 - 가메이 마사쿠가 쓰와노 번주가 된다.
- 1619년 - 후루타 시게하루가 하마다 번주가 된다.
- 1868년 - 오키 소동이 발생하였다.
- 1869년 - 2월 25일 - 메이지 정부는 오키 소동 후에 마츠에번의 보관지가 되고 있던 오키에 오키현을 설치.
- 1870년 1월 9일 - 오모리현을 폐지하고 하마다현을 설치.
- 1871년
  - 6월 25일 - 쓰와노번의 폐번이 허용되어 하마다현에 편입.
  - 7월 14일 - 폐번치현에 의해 구 마쓰에번령에 마쓰에현, 구 히로세번령에 히로세현, 구 모리번령에 모리현을 설치.
  - 11월 15일 - 마쓰에현·히로세현·모리현과 오키 지방이 시마네현으로 합병. 오키 지방을 제외한 이와미 지방에 다시 하마다현 설치.
- 2005년 - 시마네현의회가 다케시마의 날 조례안을 제정하자 대한민국 경상북도는 시마네현과의 자매 결연을 철회하였다.
- 2012년 4월 1일 - 마쓰에시가 시마네현에서 처음으로 특례시로 지정되었다.

## 지리

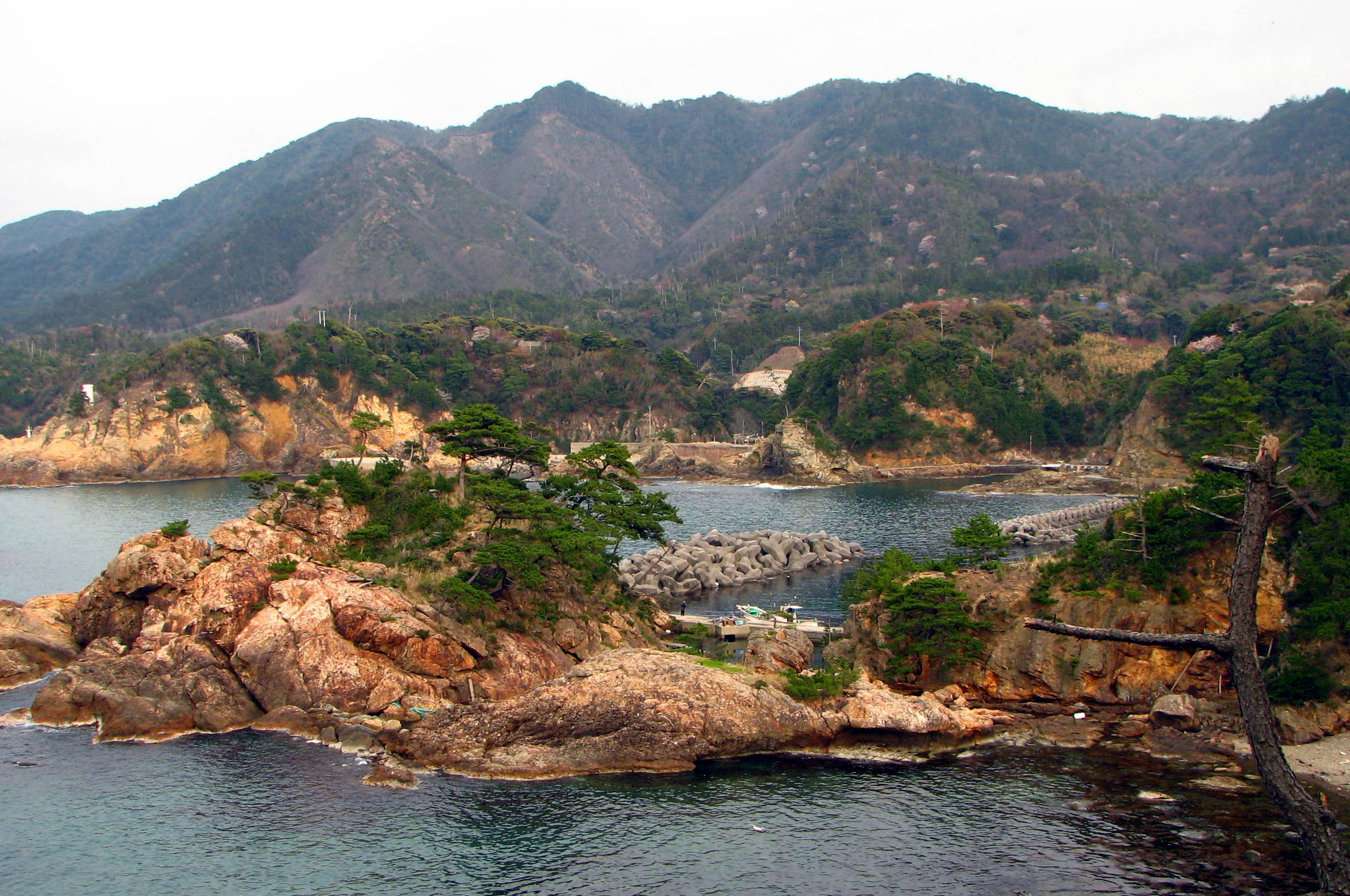
이즈모시의 히노곶

시마네현은 주고쿠 산지와 동해 사이에 위치한다. 서쪽으로 야마구치현, 동쪽으로 돗토리현, 남쪽으로 히로시마현과 접하고 있다. 산지가 많기 때문에 벼농사는 주로 이즈모시가 있는 이즈모 평야에서 이루어진다. 또다른 주요 지형은 시마네반도이다. 반도는 이즈모시부터 돗토리현의 사카이미나토시까지 동해를 가로질러 위치한다. 또한 반도는 두 개의 기수호인 신지호와 나카우미호를 형성하고 있는데 나카우미호 중앙에는 다이콘섬이 있다. 혼슈섬과 분리된 오키 제도 또한 시마네현에 속하고 있으며 섬은 다이센오키 국립공원의 일부를 이룬다.
주요 도시는 해안과 강안을 따라 위치하고 있으며 2004년부터 2005년에 걸친 헤세이의 대합병으로 시마네현의 많은 정촌들이 합병되었다. 시마네현은 온난 습윤 기후이면서 계절풍의 영향을 받아 겨울에 눈이 많이 내리고 흐린 날이 많다. 우기인 6월부터 7월 중순까지는 거의 매일 비가 온다. 하마다시의 연평균 기온은 14.9℃이고 연강수량은 1,702mm이다.

## 행정 구역

### 동부(이즈모) 지역
과거 이즈모국에 속한 지역이다(이즈모시와 이난정의 일부 지역은 이와미국에 속했음).
- 마쓰에시(松江市) - 현청 소재지
- 이즈모시(出雲市)
- 야스기시(安来市)
- 운난시(雲南市)
- 니타군(仁多郡)
  - 오쿠이즈모정(奥出雲町)
- 이시군(飯石郡)
  - 이난정(飯南町)

### 서부(이와미) 지역
과거 이와미국에 속한 지역이다(오다시의 일부 지역은 이즈모국에 속했음).
- 하마다시(浜田市)
- 마스다시(益田市)
- 오다시(大田市)
- 고쓰시(江津市)
- 오치군(邑智郡)
  - 가와모토정(川本町), 미사토정(美郷町), 오난정(邑南町)
- 가노아시군(鹿足郡)
  - 쓰와노정(津和野町), 요시카정(吉賀町)

### 오키 지역
옛날의 오키국에 속한 오키 제도이다.
- 오키군(隠岐郡)
  - 아마정(海士町), 니시노시마정(西ノ島町), 지부촌(知夫村), 오키노시마정(隠岐の島町)

## 경제
시마네현에서 가장 많은 사람이 종사하는 산업은 소매업으로 약 6만 명이 종사하고 있다. 이러한 회사들로 미시마야와 준텐도가 있다. 제조업은 두 번째로 많은 49,000명이 종사하고 있으며 총 산업 생산량의 25%를 소매업을 포함한 서비스업이 차지한다. 제조업은 13%를 차지하고 있다.

## 인구
|                                              | |
| 시마네현의 전국의 연령별 인구 분포（2005년） | 시마네현의 연령·남녀별 인구 분포（2005년）                                                                             |
| ■자주색 ― 시마네현 ■녹색 ― 일본전국          | ■파랑색 ― 남자 ■빨간색 ― 여자                                                                                          |
| · 시마네현의 인구추이                        | |
| 일본 총무성 통계국 국세조사 결과             | |
|                                              | 기술적 문제로 인해 그래프를 일시적으로 사용할 수 없습니다. 파브리케이터와 미디어위키 위키에 더 자세한 정보가 있습니다. |

| 연도        | 인구    | ±%     |
| ----------- | ------- | ------ |
| 1920        | 715,000 | —      |
| 1930        | 740,000 | +3.5%  |
| 1940        | 741,000 | +0.1%  |
| 1950        | 913,000 | +23.2% |
| 1960        | 889,000 | −2.6%  |
| 1970        | 773,575 | −13.0% |
| 1980        | 784,795 | +1.5%  |
| 1990        | 781,021 | −0.5%  |
| 2000        | 761,503 | −2.5%  |
| 2010        | 717,397 | −5.8%  |
| 2020        | 679,626 | −5.3%  |
| [ 1 ] [ 2 ] |         |        |

현 인구의 3분의 1이 이즈모-마쓰에 지역에 집중되어 있다. 다시 말하면 인구의 3분의 2가 해안가에 살고 있다. 그 이유는 내륙에는 주고쿠 산지가 있어 거주하기에 불편하기 때문이다. 또한 시마네현의 노령자의 인구 비율은 도도부현 중 가장 높으며 마쓰에시는 일본의 현청 소재지 중 가장 인구가 적다.

## 교육
- 시마네 대학
- 시마네 현립 대학(일본어판)

## 교통

### 공항

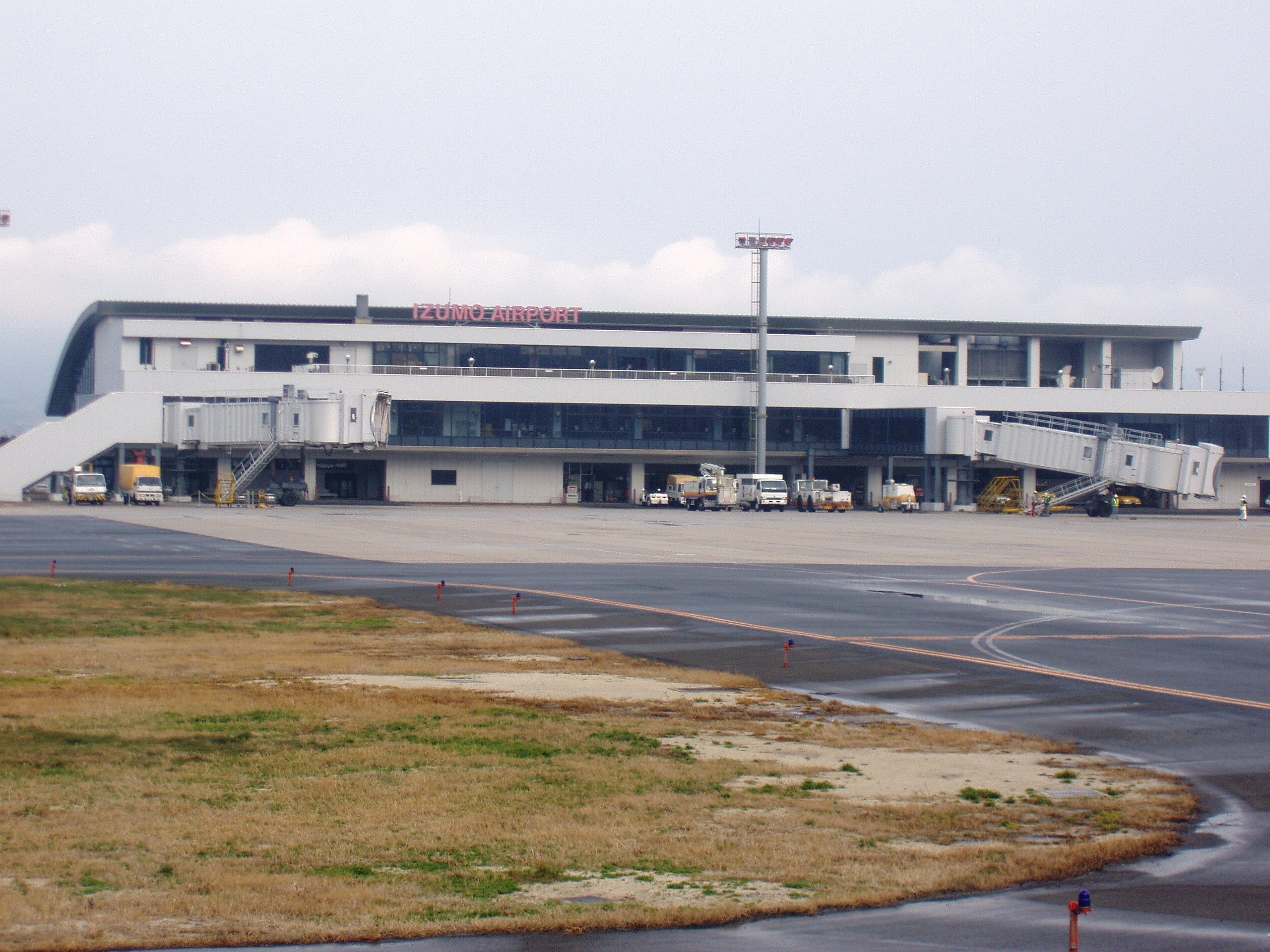
이즈모 공항 터미널

- 이즈모 공항
- 이와미 공항
- 오키 공항

### 철도
- 서일본 여객철도
  - 산인 본선
  - 산코선
  - 기스키선
  - 야마구치선

- 이치바타 전차
  - 기타마쓰에선
  - 다이샤선

### 도로
- 고속도로
  - 산요 자동차도
  - 마쓰에 자동차도(일본어판)
  - 하마다 자동차도(일본어판)
  - 주고쿠 자동차도
- 국도
  - 국도 제9호선
  - 국도 제54호선
  - 국도 제180호선
  - 국도 제184호선
  - 국도 제186호선
  - 국도 제187호선
  - 국도 제191호선 (일본)(일본어판)
  - 국도 제261호선 (일본)(일본어판)
  - 국도 제314호선 (일본)(일본어판)
  - 국도 제375호선 (일본)(일본어판)
  - 국도 제431호선 (일본)(일본어판)
  - 국도 제432호선 (일본)(일본어판)
  - 국도 제485호선
  - 국도 제488호선 (일본)(일본어판)

## 같이 보기
- 고이즈미 야쿠모